# World Trade Center (1973–2001)
O World Trade Center (WTC) original foi um grande complexo de sete edifícios na região de Lower Manhattan, Nova Iorque, Estados Unidos. O WTC original, caracterizado pelas marcantes "Torres Gêmeas", foi inaugurado em 4 de abril de 1973 com 110 andares, e destruído durante os ataques de 11 de setembro de 2001, juntamente com o World Trade Center 7 e o Marriott World Trade Center. Os outros edifícios do complexo foram danificados nos ataques e suas ruínas foram então demolidas. No momento de sua conclusão, as Torres Gêmeas – o original One World Trade Center, com 417 m (1 368 pés); e o Two World Trade Center, com 415,1 m (1 362 pés) – eram os prédios mais altos do mundo.  O local está sendo reconstruído com cinco novos arranha-céus e um memorial para as vítimas dos ataques. Até setembro de 2018, o World Trade Center 1, World Trade Center 4, o World Trade Center 7, o Memorial & Museu Nacional do 11 de Setembro, o World Trade Center 3 e a Estação World Trade Center (PATH) foram concluídas. O One World Trade Center, concluído em 10 de maio de 2013, se tornou o edifício mais alto da cidade de Nova Iorque e o mais alto do hemisfério ocidental, com 541 m (1 776 pés).
No momento da sua conclusão, o World Trade Center 1 (Torre Norte) e o World Trade Center 2 (Torre Sul) originais, conhecidos em conjunto como "Torres Gêmeas", eram um dos edifícios mais altos do mundo. Os outros edifícios incluídos no antigo complexo eram o WTC 3 (o Marriott World Trade Center), WTC 4, WTC 5, WTC 6 e WTC 7. Todos estes edifícios foram construídos entre os anos de 1975 e 1985. O custo da construção foi de 400 milhões de dólares (equivalentes a US$ 2,27 bilhões em 2018). O complexo, localizado no coração do Distrito Financeiro de Nova York, tinha 1 240 000 metros quadrados de espaço para escritórios (1 340 000 pés quadrados).
O World Trade Center passou por um incêndio em 13 de fevereiro de 1975, um atentado a bomba em 26 de fevereiro de 1993 e um assalto a banco em 14 de janeiro de 1998. Em 1998, a Autoridade Portuária de Nova York e Nova Jersey decidiu privatizar o complexo, ao arrendar os edifícios para uma empresa privada gerenciar, escolhendo a Silverstein Properties em julho de 2001. Na manhã de 11 de setembro de 2001, sequestradores membros da organização fundamentalista islâmica Al-Qaeda colidiram dois jatos Boeing 767 contra as Torres Gêmeas do complexo, em um ataque terrorista coordenado. Depois de queimar por 56 minutos, a Torre Sul (WTC 2) desmoronou, seguido depois de meia hora pela Torre Norte (WTC 1), resultando em 2 753 mortes. Os escombros das torres, combinados aos incêndios que os destroços iniciaram em vários edifícios vizinhos, levou ao colapso parcial ou completo de todos os outros edifícios no complexo e causou danos maiores a dez outras grandes estruturas na zona próxima.
O processo de limpeza e recuperação no local do World Trade Center levou oito meses, durante os quais os restos dos outros edifícios foram demolidos. O complexo do World Trade Center foi reconstruído ao longo de mais de uma década. O local está sendo reconstruído com seis novos arranha-céus, enquanto um memorial para os mortos nos ataques e um novo centro de trânsito rápido foram abertos. O One World Trade Center é o principal edifício do novo complexo, alcançando mais de 100 andares.

## Antes do World Trade Center
A porção ocidental do local do World Trade Center estava originalmente sob o Rio Hudson, com a costa nas proximidades da Greenwich Street. Foi nesse litoral perto do cruzamento de Greenwich com a antiga Dey Street que o navio do explorador holandês Adriaen Block, o Tyger, incendiou-se na linha d'água em novembro de 1613, atropelando Block e sua equipe e obrigando-os a acampar na ilha. Eles construíram o primeiro assentamento europeu em Manhattan. Os restos do navio foram enterrados em aterros quando o litoral foi ampliado a partir de 1797 e descobertos durante o trabalho de escavação em 1916. Os restos de um segundo navio do século XVIII foram descobertos em 2010 durante o trabalho de escavação no local. O navio, que se acredita ser uma chalupa do rio Hudson, foi encontrado ao sul de onde as Torres Gêmeas costumavam ficar, a cerca de 6 metros abaixo da superfície.
Mais tarde, a área se tornou a Radio Row. A Radio Row de Nova York, que existiu de 1921 a 1966, era um distrito de armazéns no Lower West Side, no Distrito Financeiro. Harry Schneck abriu a City Radio na Cortlandt Street em 1921, e eventualmente a área abrigou vários blocos de lojas de eletrônicos, com a Cortlandt Street como seu eixo central. Os rádios usados, os eletrônicos excedentes de guerra (por exemplo, os rádios ARC-5), o lixo e as peças muitas vezes empilhavam tão alto que se espalhavam pelas ruas, atraindo colecionadores e rebocadores. Segundo um escritor de negócios, também foi a origem do negócio de distribuição de componentes eletrônicos.
A ideia de criar um World Trade Center (Centro Mundial do Comércio, em inglês) em Nova York foi proposta pela primeira vez em 1943. A Assembleia Legislativa do Estado de Nova York aprovou uma lei autorizando o governador de Nova York, Thomas E. Dewey, para começar a desenvolver planos para o projeto mas os planos foram colocados em aguardo em 1949. Durante o final dos anos 1940 e 1950, o crescimento econômico na cidade de Nova York estava concentrado na Midtown Manhattan. Para ajudar a estimular a renovação urbana na Lower Manhattan, David Rockefeller sugeriu que a Autoridade Portuária construísse um World Trade Center na Lower Manhattan.
Planos de desapropriação para remover as lojas na Radio Row delimitada por Vesey, Church, Liberty e West Streets começaram em 1961, quando a Autoridade Portuária de Nova York e Nova Jersey estava decidindo construir o primeiro centro comercial mundial. Eles tinham duas escolhas: o lado leste de Lower Manhattan, perto do South Street Seaport; e o lado oeste, perto da estação da H&M, o Terminal Hudson. Os planos iniciais, tornados públicos em 1961, identificaram um local ao longo do East River para o World Trade Center. Como uma agência de dois estados, a Autoridade Portuária exigiu a aprovação de novos projetos dos governadores de Nova York e Nova Jersey. O governador de Nova Jersey, Robert B. Meyner, objetou a Nova York a obtenção de um projeto de US$ 335 milhões. No final de 1961, as negociações com a saída do governador de Nova Jersey, Meyner, chegaram a um impasse.

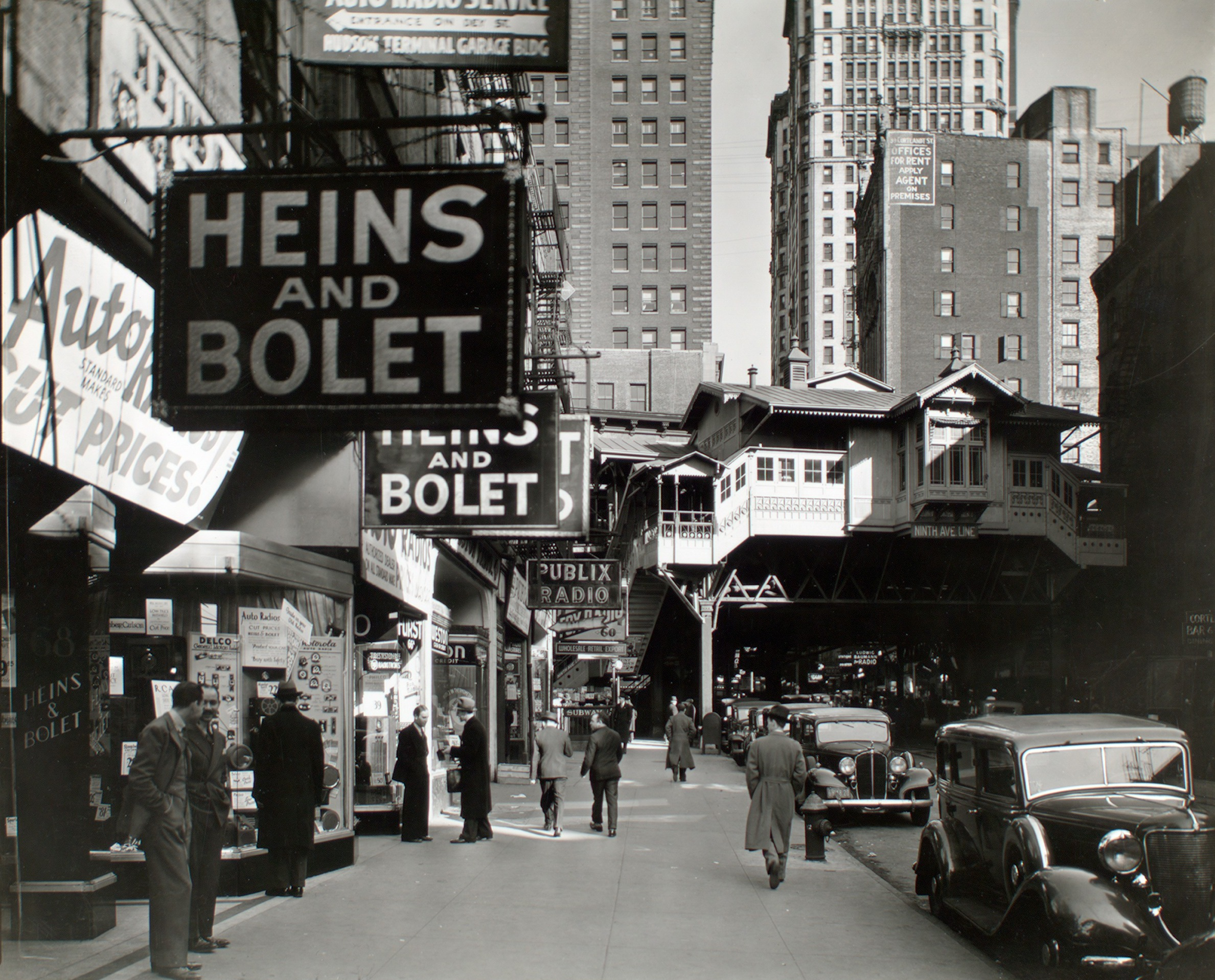
O Radio Row em 1936, com a estação de Cortlandt Street ao fundo, como visto em uma fotografia por Berenice Abbott

Na época, o número de passageiros na Hudson e Manhattan Railroad (H&M) de Nova Jersey havia declinado substancialmente de 113 milhões de passageiros em 1927 para 26 milhões em 1958, depois que novos túneis e pontes de automóveis foram abertas no rio Hudson. Em uma reunião em dezembro de 1961 entre o diretor da Autoridade Portuária, Austin J. Tobin, e o recém-eleito governador de Nova Jersey, Richard J. Hughes, a Autoridade Portuária se ofereceu para assumir a ferrovia Hudson & Manhattan. A Autoridade Portuária também decidiu transferir o projeto do World Trade Center para o canteiro de obras do Terminal de Hudson no lado oeste de Lower Manhattan, um local mais conveniente para os passageiros de Nova Jersey chegarem via PATH. Com a nova localização e aquisição da Autoridade Portuária da H&M Railroad, Nova Jersey concordou em apoiar o projeto do World Trade Center. Como parte do acordo, a Autoridade Portuária renomeou a H&M para "Autoridade Portuária Trans-Hudson (Port Authority Trans-Hudson)", ou PATH.
Em compensação pelo deslocamento de proprietários de negócios da Radio Row, a Autoridade Portuária concedeu a cada empresa US$ 3 000 cada, sem levar em conta quanto tempo a empresa estava lá ou quão próspero era o negócio. Após a área ter sido comprada para o World Trade Center em março de 1964, a Radio Row começou a ser demolida a partir de março de 1965, sendo completamente demolido em 1966.
Também foi necessária a aprovação do prefeito da cidade de Nova York, John Lindsay, e da Câmara Municipal de Nova York. Desacordos com a cidade se concentraram em questões tributárias. Em 3 de agosto de 1966, chegou-se a um acordo para que a Autoridade Portuária fizesse pagamentos anuais à cidade, em vez de impostos, para a parte do World Trade Center alugada a inquilinos privados. Nos anos subsequentes, os pagamentos aumentariam à medida que a taxa do imposto sobre imóveis aumentasse.

## Projeto e construção

Layout de um andar típico e a disposição dos elevadores das torres do WTC

A ideia de criar o World Trade Center em Nova York foi proposta pela primeira vez em 1943. A Assembleia Legislativa de Nova York aprovou uma lei autorizando o governador do estado, Thomas E. Dewey, a começar a desenvolver planos para o projeto, mas eles foram suspensos em 1949. Durante os anos 1940 e 1950, o crescimento econômico de Nova York estava concentrado em Midtown Manhattan. Para ajudar a estimular uma renovação urbana em Lower Manhattan, David Rockefeller sugeriu que a Autoridade Portuária construísse o World Trade Center na região.
Os planos iniciais, tornados públicos em 1961, identificaram um local ao longo do East River para a construção do World Trade Center. Como uma agência biestadual, a Autoridade Portuária precisava da aprovação dos governadores de Nova York e Nova Jersey para novos projetos. O então governador de Nova Jersey, Robert B. Meyner, opôs-se a que Nova York recebesse um projeto de 335 milhões de dólares. No final de 1961, as negociações com o governador Meyner chegaram a um impasse.
Na época, o número de passageiros na Ferrovia Hudson e Manhattan (H&M), de Nova Jersey, caiu substancialmente de um auge de 113 milhões em 1927 para 26 milhões em 1958, depois de novos túneis e pontes para automóveis terem sido abertos em todo o rio Hudson. Em um reunião de dezembro de 1961 entre o diretor da Autoridade Portuária, Austin J. Tobin, e o recém-eleito governador de Nova Jersey, Richard J. Hughes, a Autoridade Portuária ofereceu-se para assumir a estrada de ferro Hudson & Manhattan para torná-la a Port Authority Trans-Hudson (PATH). A Autoridade Portuária também decidiu mudar o projeto do World Trade Center para o local da construção do Terminal Hudson, no lado oeste de Lower Manhattan, um local mais conveniente para os passageiros que chegassem de New Jersey pela PATH. Com a nova localização e a aquisição pela Autoridade Portuária da Ferrovia H&M, Nova Jersey concordou em apoiar o projeto do complexo do World Trade Center.
O projeto também precisava da aprovação do prefeito John Lindsay e do Conselho da Cidade de Nova York. Os desentendimentos com a cidade centraram-se em questões fiscais. Em 3 de agosto de 1966, foi celebrado um acordo onde a Autoridade Portuária faria pagamentos anuais à prefeitura em vez de pagar impostos pela parcela arrendada do World Trade Center a inquilinos privados. Nos anos seguintes, os pagamentos voltaram a subir conforme a taxa de imposto imobiliário aumentava.

### Design
Em 20 de setembro de 1962, a Autoridade Portuária anunciou a seleção de Minoru Yamasaki como arquiteto-chefe e Emery Roth & Sons como arquitetos associados. Yamasaki concebeu o plano de incorporar torres gêmeas; o plano original de Yamasaki era de torres de 80 andares de altura, mas para cumprir a exigência da Autoridade Portuária de 930 000 m² de espaço de escritórios, cada um dos edifícios deveria ter 110 andares de altura.

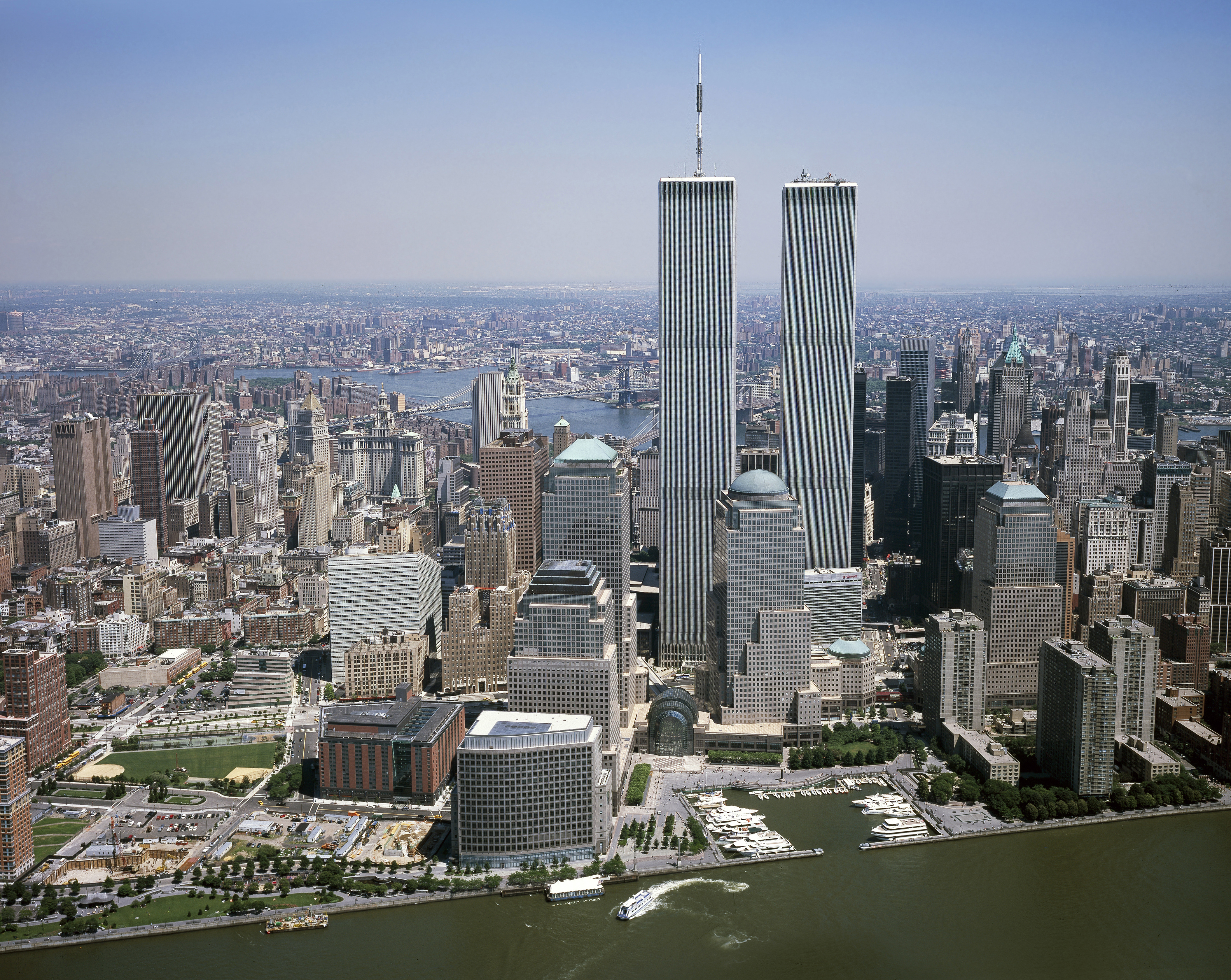
Vista do World Trade Center. O World Financial Center e o Battery Park City foram construídos em um aterramento marítimo.

Um importante fator limitante na altura do edifício é a questão dos elevadores; quanto mais alto o edifício, mais elevadores são necessários para atender o prédio, exigindo mais espaço. Yamasaki e os engenheiros decidiram usar um novo sistema com dois lobbies, onde as pessoas poderiam mudar de um elevador expresso de grande capacidade para um elevador local que vai para cada andar em uma seção. Este sistema, inspirado no sistema de metrô de Nova York, permitiu que o projeto empilhasse vários elevadores locais dentro de um mesmo poço. Localizado nos pisos 44 e 78 de cada torre, esse lobbies permitiam que os elevadores fossem utilizados de forma eficiente, ao aumentar entre 62% e 75% a quantidade de espaço utilizável em todos os andares, reduzindo o número de poços de elevador. Ao todo, o World Trade Center tinha 95 elevadores expressos e locais.
O projeto de Yamasaki para o World Trade Center, apresentado ao público em 18 de janeiro de 1964, exigia um plano quadrado de  aproximadamente 63 metros de dimensão em cada lado. Os edifícios foram projetados com estreitas janelas do escritório de 46 cm de largura, o que refletia o medo de altura de Yamasaki, além do seu desejo em fazer os ocupantes do edifício se sentirem seguros. O projeto de Yamasaki incluiu fachadas cobertas de liga de alumínio. O World Trade Center foi uma das mais impressionantes implementações americanas da ética arquitetônica de Le Corbusier e foi a expressão seminal das tendências gótico-modernistas de Yamasaki.
Além das torres gêmeas, o plano para o complexo do World Trade Center incluía outros quatro edifícios mais baixos, que foram construídos no início de 1970. Os 47 andares do prédio do World Trade Center 7 foram adicionados na década de 1980, a norte do complexo principal. Ao todo, o complexo do World Trade Center ocupava um superbloco de 65 mil metros quadrados.

### Construção

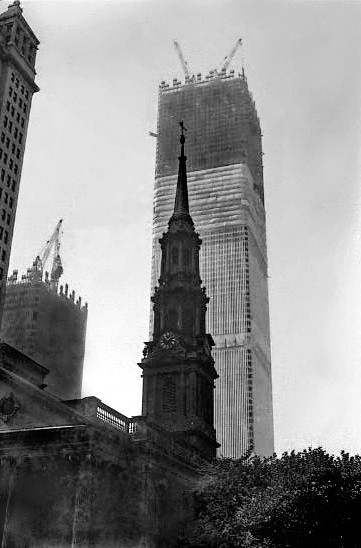
O World Trade Center em construção em 1971

Em março de 1965, a Autoridade Portuária começou a adquirir propriedade no local do World Trade Center. O trabalho de demolição começou em 21 de março de 1966, para limpar os 13 quarteirões de edifícios baixos, conhecidos como Radio Row, para a construção do World Trade Center. A construção do World Trade Center iniciou-se em 5 de agosto de 1966.
O local do World Trade Center foi localizado em um aterro onde a rocha matriz localizava-se a 20 metros abaixo do nível do solo. Para a construção do World Trade Center, foi necessário construir uma "banheira" com uma parede subterrânea ao redor da Rodovia West Side, ao lado do local, para manter a água do rio Hudson fora do complexo.
O método de construção escolhido pelo engenheiro-chefe da Autoridade Portuária, John M. Kyle Jr., envolvia cavar uma trincheira e, conforme a escavação procedia, preencher o espaço com uma mistura pastosa composta por bentonita e água, o qual era conectado a buracos e mantido em águas subterrâneas. Quando a vala foi escavada, uma gaiola de aço foi inserida e concreto foi derramado, forçando que a "pasta" ficasse para fora. Levou 14 meses para que o muro fosse concluído; isso foi necessário antes da escavação do material do interior do local poder começar. Os 917 mil metros cúbicos de material escavado foram usados (juntamente com outro enchimento e materiais dragados) para expandir a costa de Manhattan ao longo da West Street para formar o Battery Park City.

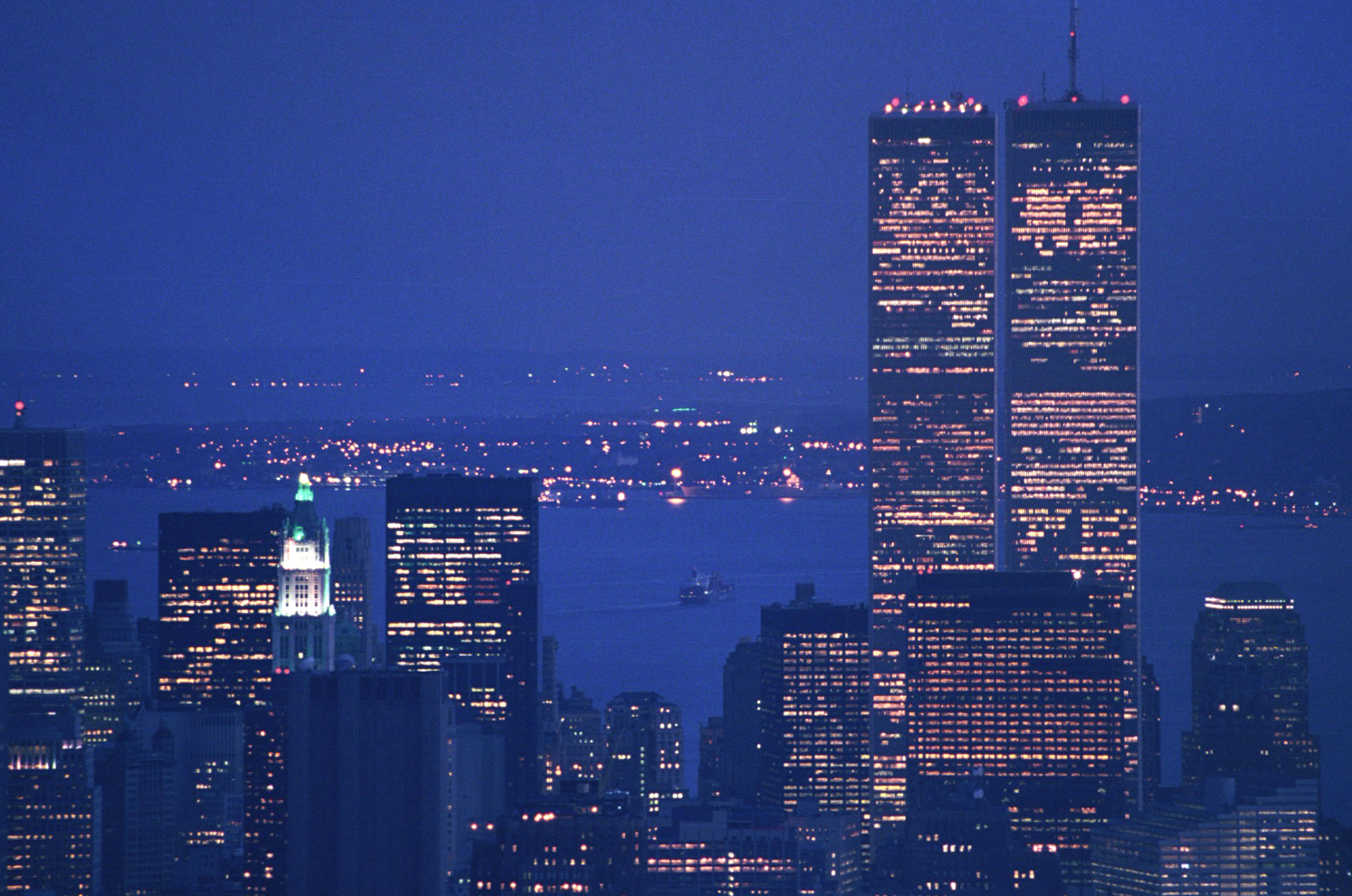
O World Trade Center visto da janela do Empire State Building em maio de 2001.

Em janeiro de 1967, a Autoridade Portuária recebeu 74 milhões de dólares em contratos com diversos fornecedores de aço e Karl Koch foi contratado para erguer a estrutura de aço. A Tishman Realty & Construction foi contratada em fevereiro de 1967 para supervisionar a construção do projeto. A construção iniciou-se com a Torre Norte em agosto de 1968, a construção da Torre Sul estava em andamento até janeiro de 1969. Os "Túneis do Hudson" originais, que levavam os trens da PATH ao Terminal Hudson, permaneceram em serviço como túneis elevados durante o processo de construção até 1971, quando uma nova estação foi aberta.
O WTC 1 (Torre Norte) alcançou o topo de sua altura ocorreu em 23 de dezembro de 1970, enquanto o WTC 2 (Torre Sul) o atingiu em 19 de julho de 1971. Os primeiros inquilinos se mudaram para a Torre Norte em dezembro de 1970; a Torre Sul aceitou inquilinos em janeiro de 1972. Quando as Torres Gêmeas do World Trade Center foram concluídas, o custo total para a Autoridade Portuária chegou a 900 milhões de dólares. A cerimônia de inauguração foi em 4 de abril de 1973.

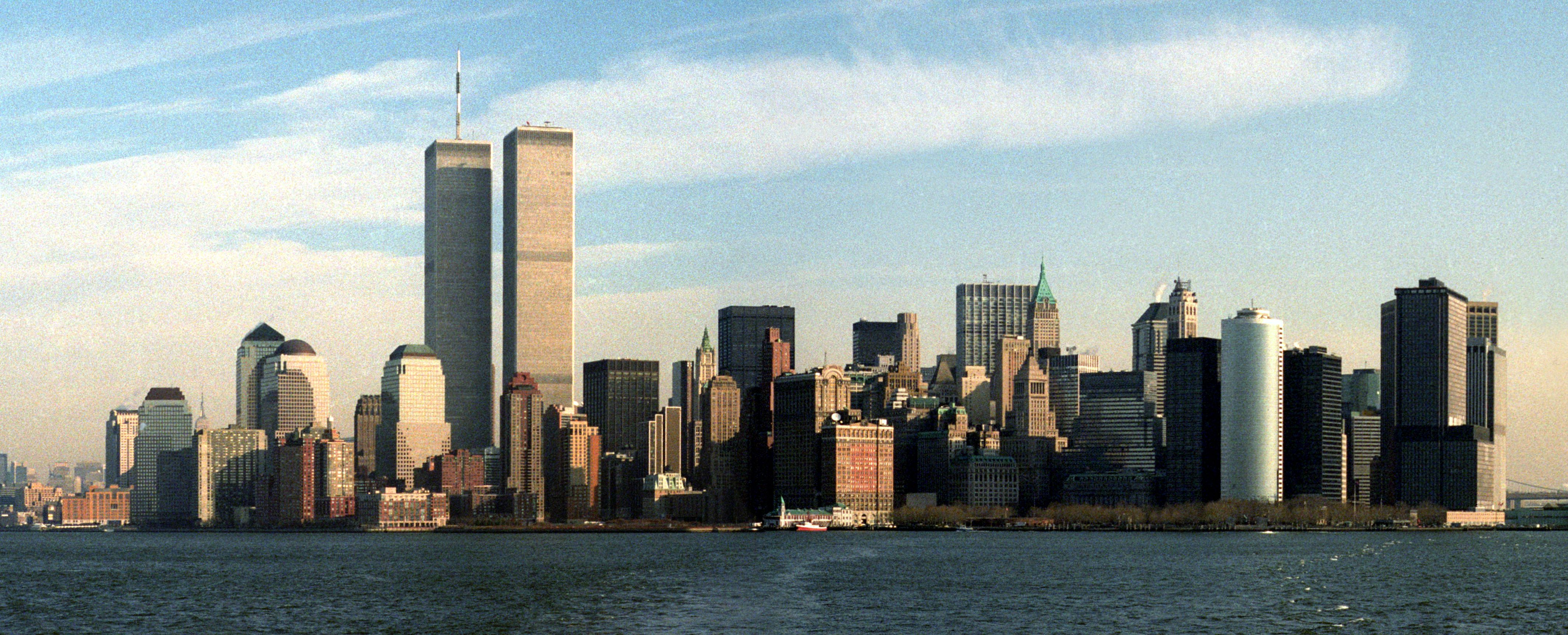
Fotografia panorâmica de Lower Manhattan, com destaque para as Torres Gêmeas do WTC, em dezembro de 1991.

## Complexo
O complexo antigo do WTC era formado por sete edifícios, sendo:
- As Torres Gêmeas;

A planta do Complexo WTC. Em laranja, os edifícios que faziam parte do complexo.

  - A Torre Norte, ou WTC 1, que tinha no andar 107 um restaurante chamado Windows on the World e no andar 110, ou seja, no topo da torre havia uma torre de telecomunicações que servia como base de irradiação do sinal para algumas emissoras e como torre secundária para cobrir a Baixa Manhattan, região das torres. Eis as emissoras de TV que tinham seus sinais irradiados daquele local: WCBS 2, WNBC 4, WNYW 5, WABC 7, WWOR 9, WPIX 11, WNET 13, WPXN 31 e a WNJU 47. Também servia de base e/ou secundária para as seguintes rádios: WPAT 93.1, WNYC 93.9, WKCR 89.9 e WKTU 103.5.
  - A Torre Sul, ou WTC 2, que tinha um posto de observação apelidado de Top of the World.
- Marriott World Trade Center (WTC 3) Um hotel de classificação de 4 diamantes (superior à de 5 estrelas) que possuía 22 andares com o total de 825 quartos. No dia do atentado, haviam-se hospedado no Hotel Marriott cerca de 1 000 pessoas que foram retiradas após o choque do American 11 na Torre Norte. Foi usado como centro de emergência dos bombeiros para a evacuação dos prédios. Ruiu com a queda da Torre Sul.
- WTC 4 era um prédio de escritórios de 9 andares localizado a sudeste das torres e estavam instalados no prédio:
  - O Deutsche Bank (banco da Alemanha que ocupava o 4.º, 5.º e 6.º andar);
- WTC 5 era um prédio de escritórios de 9 andares na zona a nordeste das torres que possuía a forma de um L e funcionava os escritórios da:
  - US Airways (aviação dos Estados Unidos), American Airlines (a mesma que teve seu avião lançado contra a Torre Norte), FedEx (Empresa serviços de frete e logística norte-americano), Council of State Governments (Administração do governo), Credit Suisse First Boston (Banco Suíço) e também funcionava no subsolo a estação de metropolitano do World Trade Center.
- WTC 6 era um prédio do governo com sete andares localizado a Noroeste das torres onde funcionava uma espécie de abrigo;
- WTC 7 era um prédio de 47 andares localizado a norte das Torres Gêmeas. Funcionavam no prédio 7 órgãos do governo:
  - United States Secret Service (Serviço Secreto dos Estados Unidos), Department of Defense (Departamento de Defesa Americana), Immigration and Naturalization Service (Serviço de Imigração e Naturalização), U.S. Securities and Exchange Commission (Comissão de Valores Mobiliários e Câmbio dos Estados Unidos), the Mayor's Office of Emergency Management (Gabinete de Gerenciamento de Emergência do Prefeito), the Internal Revenue Service Regional Council (Conselho Regional de Receita Federal), e a Central Intelligence Agency (CIA) (Agência Central de Inteligência dos Estados Unidos).

World Trade Center
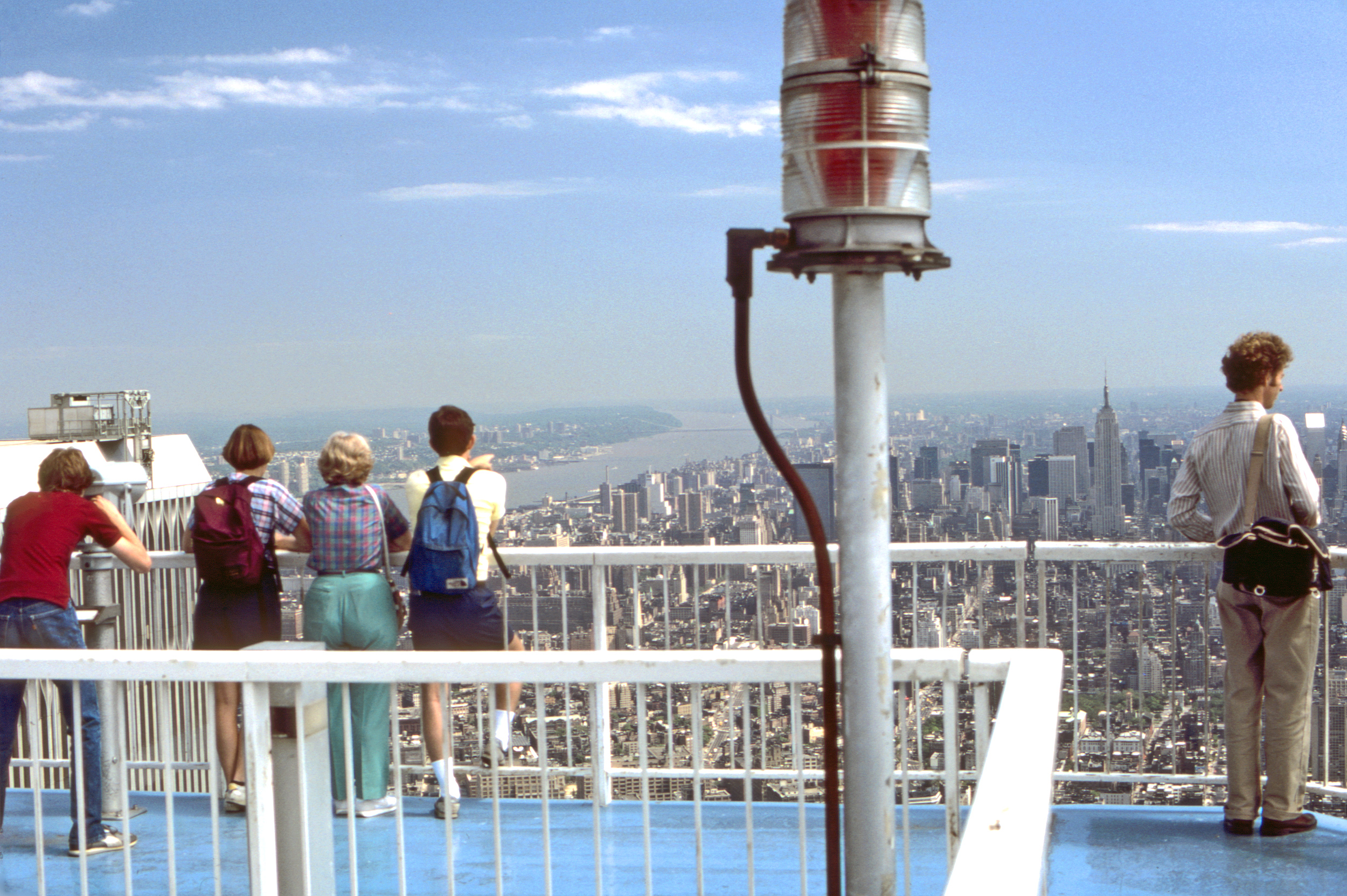
Mirante da Torre 2.
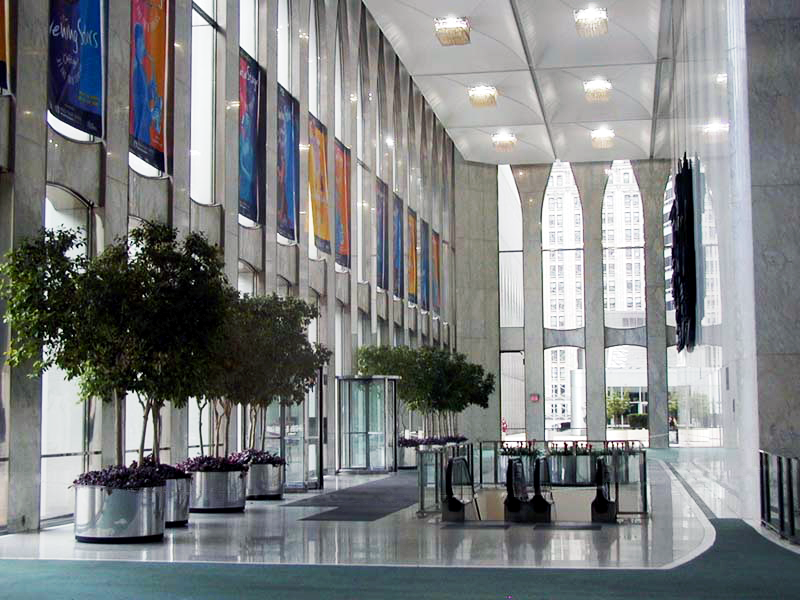
Saguão da Torre 1.
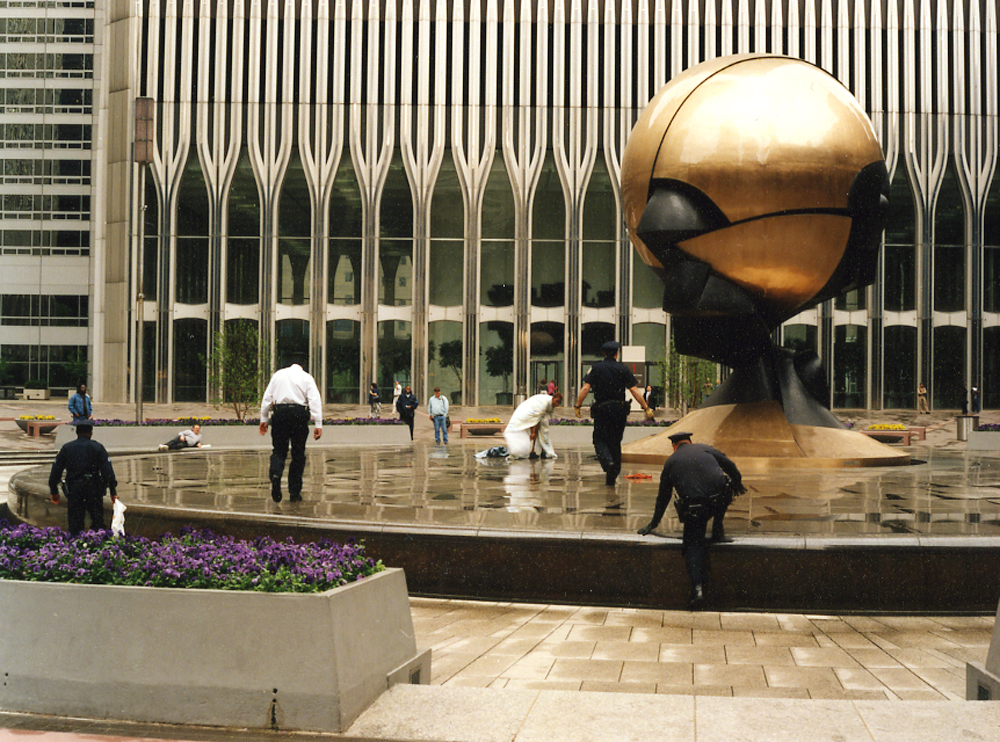
Praça Austin Tobin
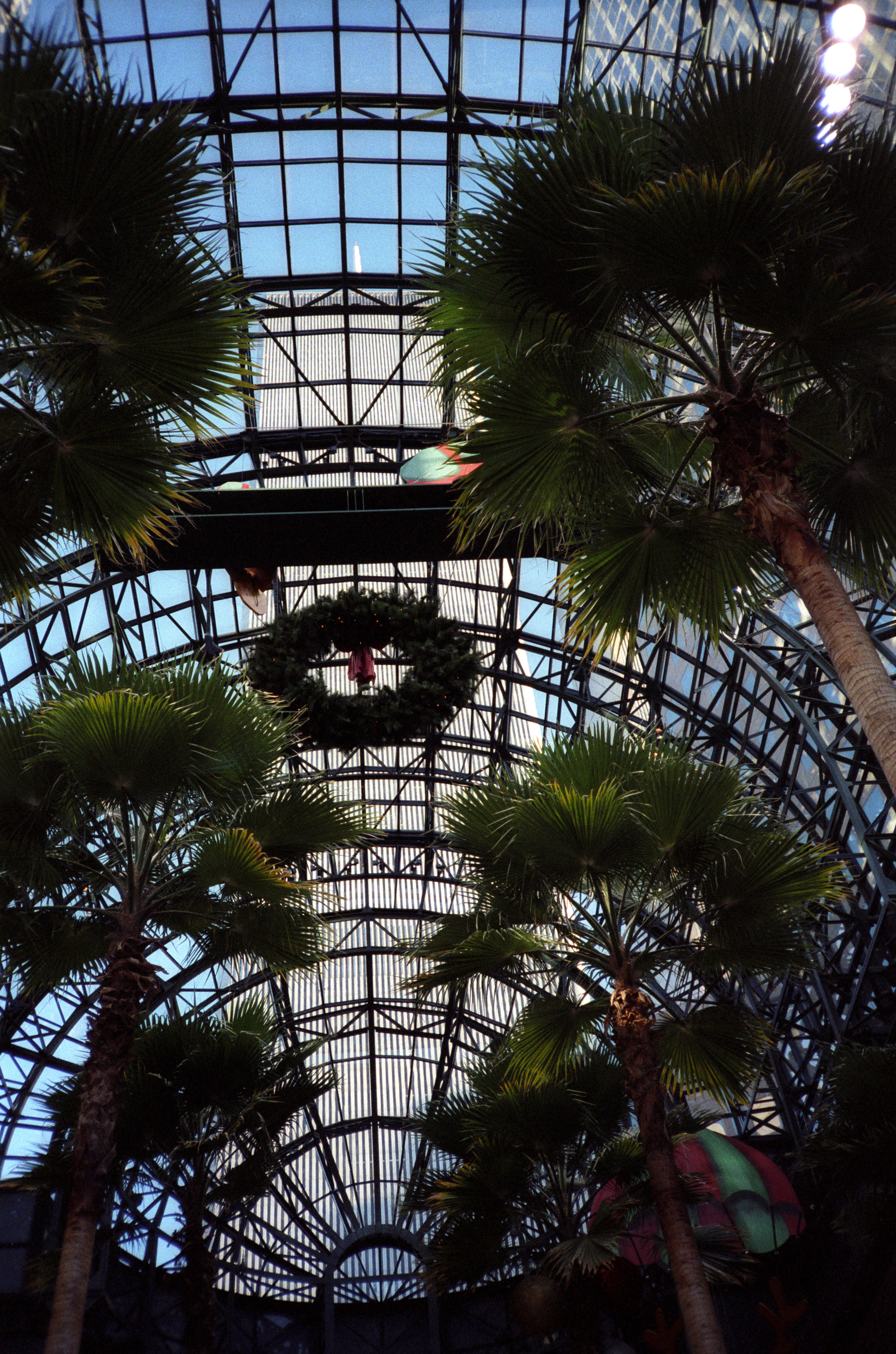
Jardim de inverno da Torre 1.

## Eventos

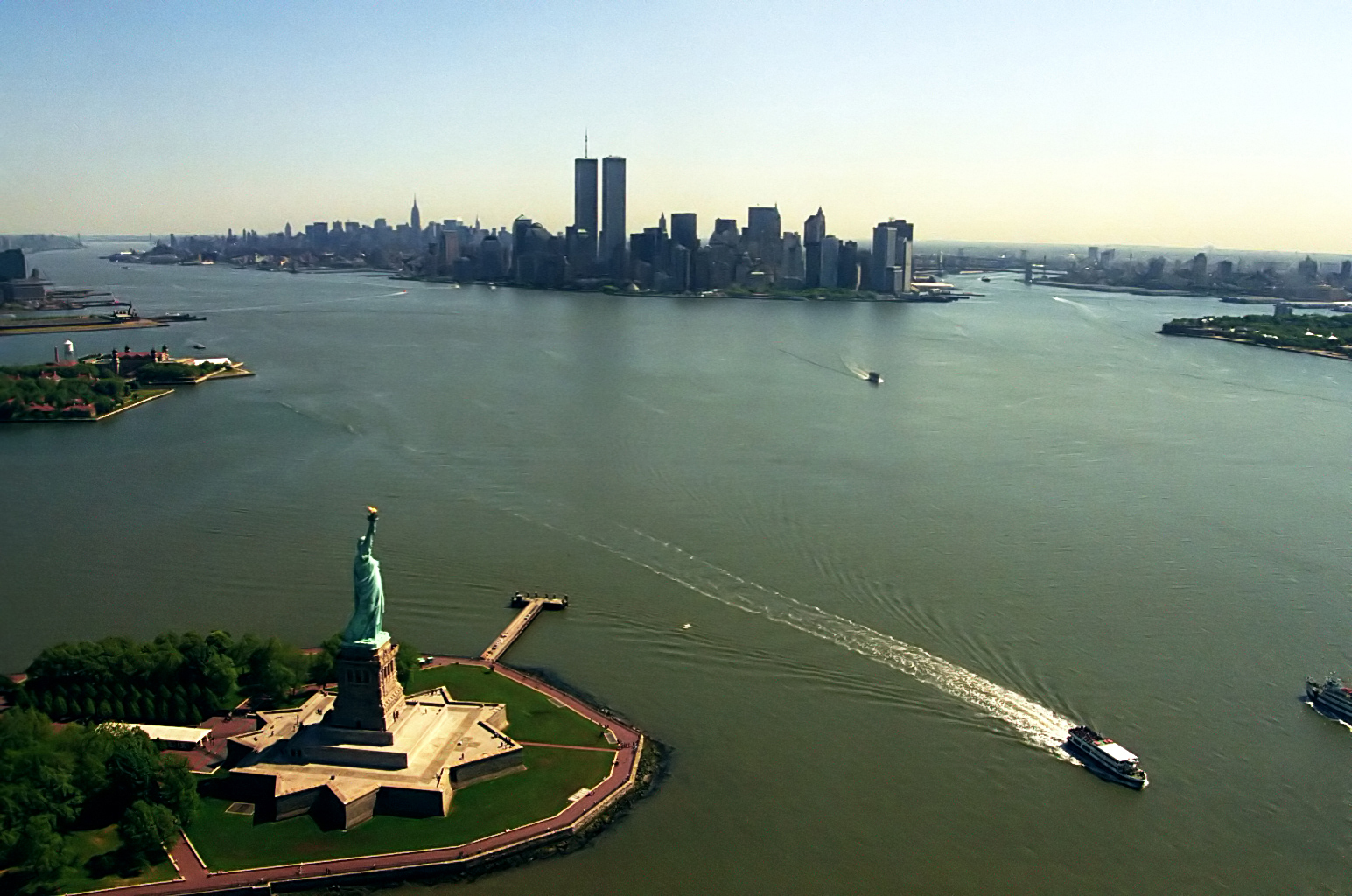
Vista da Estátua da Liberdade, Ellis Island, Empire State Building e o World Trade Center em maio de 2001.

Em um dia típico 50 000 pessoas trabalhavam nas torres, com outras 200 000 passando como visitantes. O complexo foi tão grande que ele tinha o seu próprio código postal, 10048. As torres ofereciam uma vista espetacular do deck de observação (localizado no topo da Torre Sul) e o restaurante Windows on the World (localizado no topo da Torre Norte). As torres gêmeas ficaram conhecidas em todo o mundo, aparecendo em filmes, programas de TV, postais, merchandising, revistas e muito mais, e se tornou um ícone de Nova Iorque, como o Edifício Empire State, ou a Estátua da Liberdade.
Em 7 de agosto de 1974, às sete da manhã, Philippe Petit, um jovem equilibrista francês, então com 24 anos, atravessou sobre um cabo de aço esticado, de uma torre para outra. Cruzou os 43 metros que separavam os dois edifícios (então ainda inacabados) por oito vezes. Ao todo foi uma aventura de 45 minutos a 400 metros do solo. Sem cabo de segurança. Apenas transportando uma pesada vara de contrapeso com oito metros de comprimento. E em 1977, George Willig escalou a torre sul.

### Incêndio em 1975
Em 13 de fevereiro de 1975, a Torre Norte do World Trade Center (WTC) foi envolvida por um incêndio que se espalhou ao longo de quase metade do 11º andar. O incêndio se espalhou para outros andares através de aberturas no piso, que eram usadas para transportar fios de telefone. Os incêndios em outros pisos foram extintos quase que imediatamente, e os focos principais foram extinguidos em poucas horas. Não houve danos estruturais para a torre, pois as colunas eram protegidas com aço. Este acontecimento levou à instalação de um sistema de aspersão em ambas as torres. Bombeiros afirmam que os aspersores tinham sido instalados quando a torre foi construída, e o fogo provavelmente não teria se espalhado tanto como ocorreu realmente. Diferentemente dos danos causados pelo fogo, alguns andares abaixo sofreram danos causados pela água a partir da extinção do incêndio acima.

### Atentado de 1993

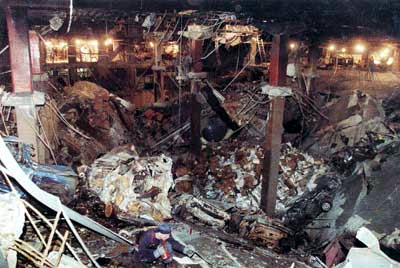
A destruição causada pelo carro bomba.

Em 26 de fevereiro de 1993, às 12h17m, um caminhão Ryder carregado com 682 quilogramas de dinamite colocado por Ramzi Yousef explodiu na garagem do complexo, mais precisamente no canto sudeste do subsolo da Torre Norte, matando 6 pessoas, causando pânico em outras milhares e abrindo um buraco de 30 m de profundidade (4 andares) no concreto das torres, causando um prejuízo de 300 milhões de dólares à seguradora. A ideia era de que a explosão derrubasse a Torre Norte sobre a Torre Sul, que consequentemente devastaria a área de Wall Street. Na época, as centenas de pessoas que ficaram presas em seus escritórios foram resgatadas pelos bombeiros e não precisaram passar pelas escadas escuras e asfixiantes. A partir do ataque de 1993, a Administração do Porto mandou instalar luzes de emergência em todas as escadas, salvando muitas pessoas nos ataques de 11 de setembro. Cerca de 28 pessoas que subiram até o topo da Torre Sul foram resgatadas pelo helicóptero da polícia. Isso criou uma esperança nas pessoas daquele 11 de setembro, que poderiam esperar tranquilamente nos seus escritórios até a ajuda chegar, o que não foi possível devido ao calor intenso e fumaça densa impossibilitando a mera aproximação de aeronaves.
Os seis terroristas islâmicos foram presos em 1997 e 1998 e todos receberam pena de morte pelo ataque. Foi construído um memorial em forma de uma fonte às pessoas mortas no ataque na praça que ficava entre as Torres Gêmeas. Nos serviços de limpeza dos escombros após a queda das torres foram descobertos pedaços da fonte intactos.

### Privatização

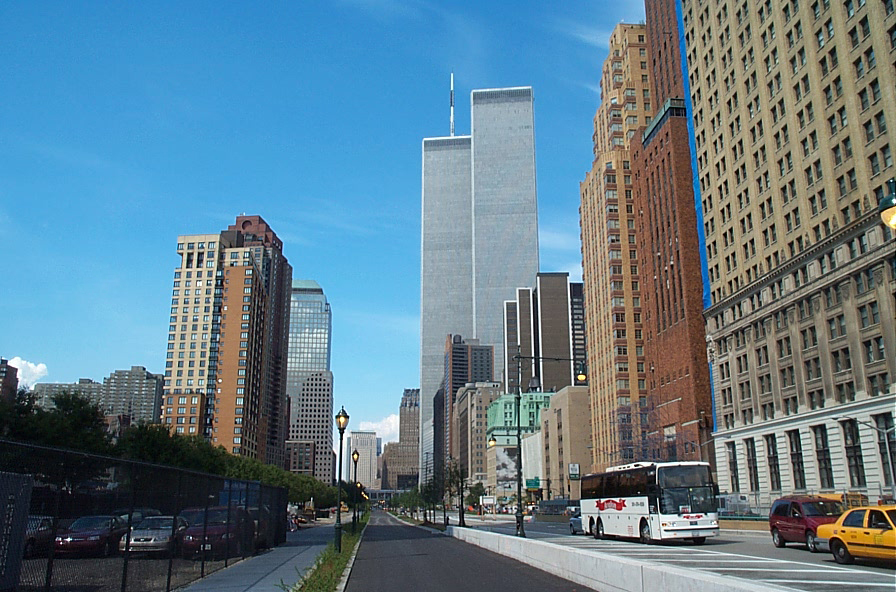
WTC em julho de 2001.

Em 1998, a Autoridade Portuária de Nova Iorque aprovou um plano para a privatização do World Trade Center. Em 2001 manifestou interesse público no arrendamento do World Trade Center a uma entidade privada. Como resultado, recebeu uma proposta de arrendamento do Vornado Realty Trust que representava a proposta conjunta elaborada entre a Brookfield Properties Corporation e a Boston Properties, e uma proposta conjunta da Silverstein Properties e do Grupo Westfield. Ao privatizar o World Trade Center, permitia-lhe que as verbas fossem incluídas nas receitas da cidade e se tornassem disponíveis para outros projectos da Autoridade Portuária.
Em 15 de fevereiro de 2001, a Autoridade Portuária anunciou que o Vornado Trust tinha apresentado a melhor proposta para o arrendamento do World Trade Center, pagando 3 bilhões e 250 milhões de dólares para os 99 anos de operação. A proposta do Vornado Trust tinha suplantado a do grupo de Silverstein em 600 milhões de dólares, apesar deste ter elevado a sua oferta para 3 220 milhões de dólares. No entanto, o Vornado Trust introduziu e insistiu em modificações de última hora ao proposto, incluindo a redução do período de arrendamento para 39 anos, que a Autoridade Portuária considerou não negociável.

## Destruição

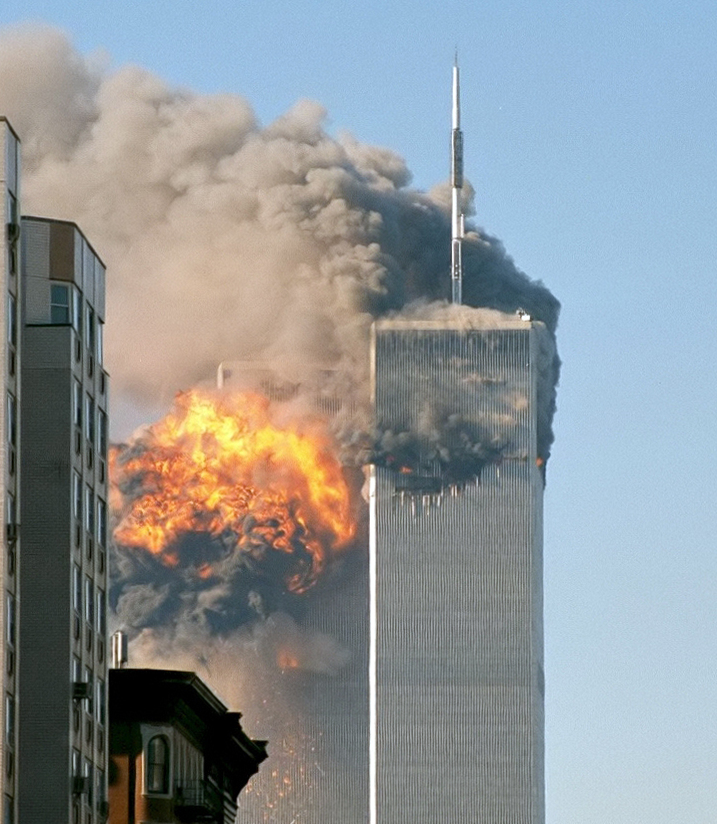
Colisão do voo 175 da United Airlines contra a torre sul do WTC.

Em 11 de setembro de 2001, terroristas sequestraram o voo 11 da American Airlines e jogaram o avião na fachada norte da torre norte às 08:46, destruindo a torre entre os andares 93 e 99. Dezessete minutos depois, uma segunda equipe de terroristas colapsaram de forma semelhante o avião sequestrado do voo 175 da United Airlines na torre sul, destruindo o edifício entre os andares 77 e 85. O prejuízo causado à torre norte, pelo voo 11, destruiu todos os meios de evacuação de quem estava acima da zona de impacto, prendendo 1 344 pessoas. O voo 175 teve um impacto muito menos centrado em relação ao voo 11 e uma única escada foi deixada intacta, no entanto, poucas pessoas conseguiram passar com êxito por ela antes da torre desabar. Embora os andares da torre sul tenham sofrido um impacto menor, ao menos 700 pessoas morreram instantaneamente ou foram arremessadas. Às 9h59, a torre sul desabou devido ao incêndio, que prejudicou os elementos estruturais do aço, já enfraquecido com o impacto do avião. A torre norte desmoronou às 10h28, após se incendiar por aproximadamente 102 minutos.
Às 17h21 em 11 de setembro de 2001, o WTC 7 desabou após ter sua integridade estrutural comprometida pelo calor das chamas do incêndio provocado pelo impacto da aeronave. A WTC 3, um hotel da rede Marriott, foi destruído durante o colapso da torre sul. Os três edifícios restantes do complexo do WTC sofreram graves danos devido aos detritos e acabaram demolidos. O Deutsche Bank Building, localizado do outro lado da Liberty Street em relação ao complexo World Trade Center, foi depois condenado devido às condições tóxicas no interior do edifício que o tornavam inabitável; ele está passando por uma desconstrução. O Fiterman Hall do Borough of Manhattan Community College na 30 West Broadway também foi condenado devido aos danos ocorridos nos ataques e está previsto para também ser desconstruído.

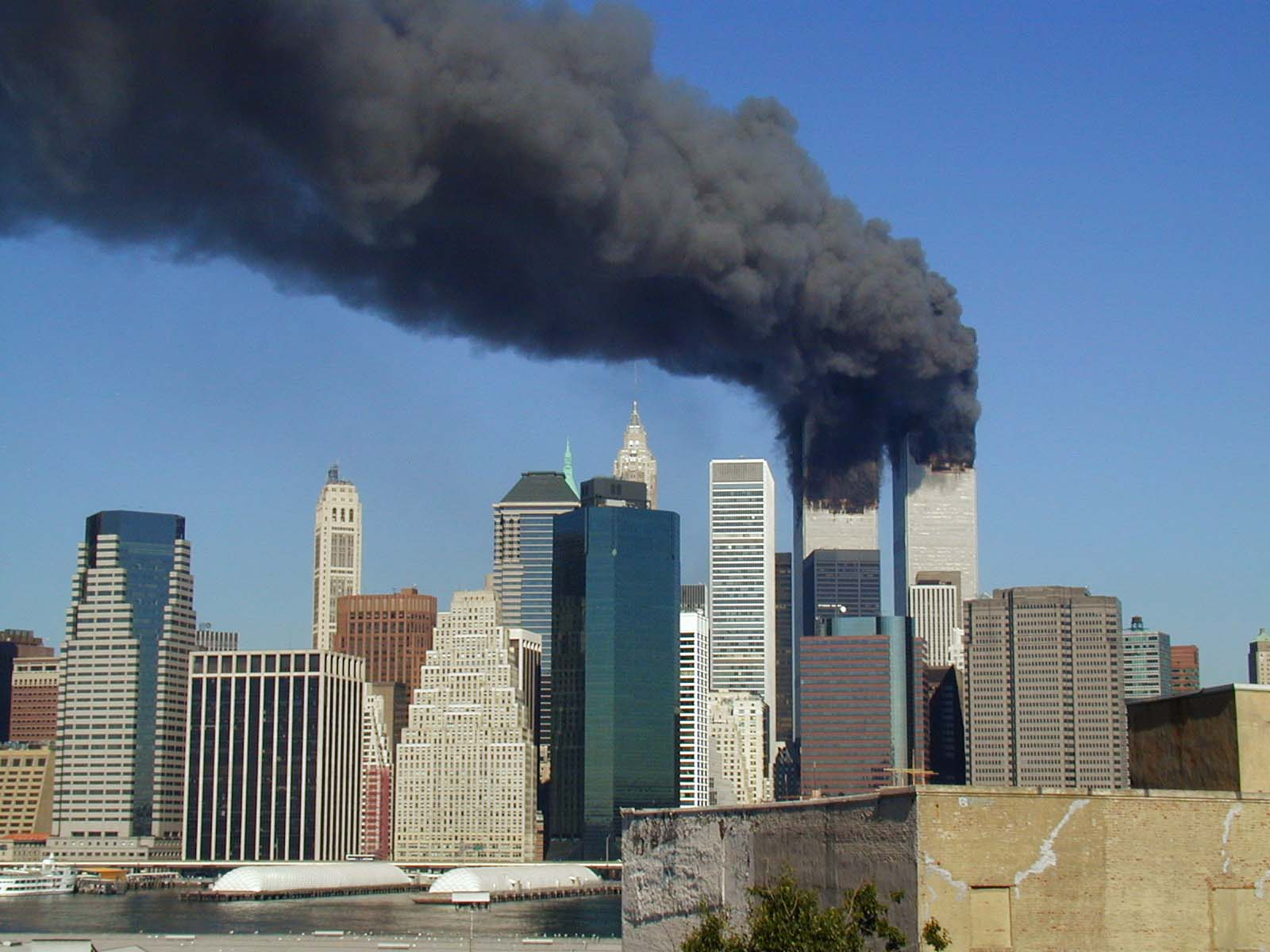
O World Trade Center em chamas após o impacto dos aviões

Na sequência dos ataques, a imprensa sugeriu que dezenas de milhares de pessoas poderiam ter sido mortas nos ataques, visto que, como em qualquer outro dia, mais de 50 mil pessoas poderiam estar dentro torres do WTC. Posteriormente, 2 752 atestados de óbito foram apresentados relativos aos ataques de 11 de setembro, incluindo o apresentado por Felicia Dunn-Jones, que foi adicionada ao número de mortes oficiais em maio de 2007; Dunn-Jones faleceu cinco meses depois dos ataques por uma doença de pulmão associada à exposição a poeira durante o colapso do World Trade Center. Duas outras vítimas foram adicionadas ao número oficial de mortos pelo escritório médico legista da cidade de Nova Iorque: Dra. Sneha Anne Philip, que estava desaparecida desde um dia antes dos ataques, e Leon Heyward, um homem que desenvolveu um linfoma e, posteriormente, morreu em 2008, como resultado da ingestão de poeira durante os acontecimentos após os atentados às Torres Gêmeas.
O Cantor Fitzgerald LP, um banco de investimento nos andares 101a-105a do World Trade Center, perdeu 658 funcionários, muito mais do que qualquer outro empregador, enquanto a Marsh & McLennan Companies, localizada imediatamente abaixo ao banco, perdeu 295 funcionários, e 175 colaboradores da Aon Corporation foram mortos. 343 mortes foram de bombeiros de Nova Iorque, 84 eram funcionários da Autoridade Portuária, dos quais 37 eram membros da Autoridade Portuária Departamento de Polícia, e outros 23 foram os oficiais do New York City Police Department. De todas as pessoas que ainda estavam nas torres quando elas entraram em colapso, apenas 20 foram resgatadas com vida.

## Reconstrução

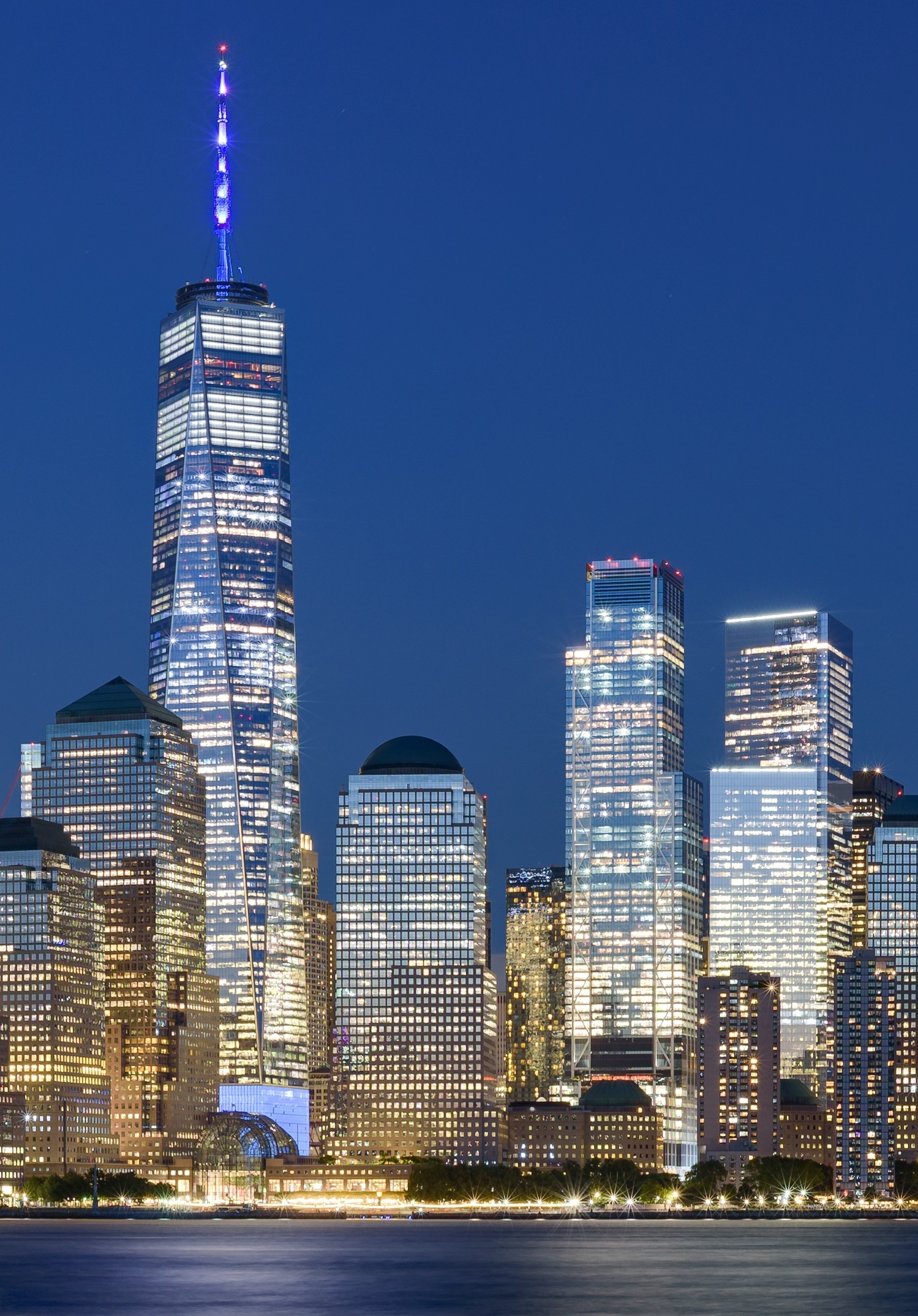
Vista do novo complexo do World Trade Center

Depois de anos de atraso e polêmica, a reconstrução do World Trade Center foi bem encaminhada. O novo complexo inclui o One World Trade Center (anteriormente conhecido como "Torre da Liberdade"), o World Trade Center 7, além de outros três edifícios de escritórios, um museu e um memorial e um centro de transportes semelhante em tamanho ao Grand Central Terminal. As torres WTC 1 e WTC 4 foram concluídas e ocupadas em 2013. O Memorial do 11/9 está completo e o museu abriu em 2013. Os World Trade Center 2 e 3, bem como o centro de transportes, também tiveram progressos e foram concluídos por volta de 2015.
Além da construção do World Trade Center 7, junto ao local principal e concluído em 2006, e da Estação PATH, que abriu no final de 2003, o trabalho na reconstrução do local principal do World Trade Center foi adiado até final de 2006, quando o arrendatário Larry Silverstein e a Autoridade Portuária de Nova York e Nova Jersey chegaram a um acordo sobre o financiamento dos novos edifícios.
Após a sua inauguração em 2014, o One World Trade Center, com 541 metros, se tornou o edifício mais alto do hemisfério ocidental e o sexto maior do mundo.
No local do World Trade Center, mais três torres estão sendo construídas à leste de onde as torres originais estavam. Embora a construção de todas as três torres já tenha começado, elas estão previstas para serem concluídas pouco depois da conclusão do One World Trade Center. A seção danificada do Pentágono foi reconstruída e ocupada dentro de um ano após os ataques.